# Мор, Томас
Сэр То́мас (Фома́) Мор (англ. Sir Thomas More; возможно 7 февраля 1478, Лондон — 6 июля 1535, Тауэр-Хилл) — английский юрист, государственный деятель, философ и писатель-гуманист. Лорд-канцлер Англии (1529—1532). В 1516 году написал книгу «Утопия», в которой показал своё понимание наилучшей системы общественного устройства на примере вымышленного островного государства. После его смерти было опубликовано сочинение «История Ричарда III», сыгравшее важную роль в формировании классических представлений о Ричарде III.
Мор видел в Реформации угрозу для церкви и общества, критиковал религиозные взгляды Мартина Лютера и Уильяма Тиндейла и, находясь на посту лорд-канцлера, препятствовал распространению протестантизма на территории Англии. Отказался признавать Генриха VIII главой церкви Англии и считал его развод с Екатериной Арагонской недействительным. В 1535 году был казнён в соответствии с Актом об измене. В 1935 году причислен к лику святых Католической церкви.

## Биография

### Образование
Томас родился 7 февраля 1478 года в семье сэра Джона Мора, лондонского судьи Высшего королевского суда, который был известен своей честностью. Начальное образование Мор получил в школе Св. Антония, где он, среди прочего, хорошо овладел латинским языком. Благодаря отцовским связям он в 13 лет попал к кардиналу Джону Мортону, архиепископу Кентербери, человеку просвещённому и некогда занимавшему пост лорда-канцлера. У него Мор в течение некоторого времени служил пажом. Весёлый характер Томаса, его остроумие и стремление к знаниям произвели впечатление на Мортона, который предсказал, что Мор станет «изумительным человеком».
В 1492 году Мор продолжил своё образование в Оксфордском университете, где учился у Томаса Линакра (англ. Thomas Linacre) и Вильяма Гросина (William Grocyn), знаменитых юристов того времени. В годы пребывания в Оксфорде Мор интересовался сочинениями итальянского гуманиста Пико делла Мирандола, чью биографию и сочинение «Двенадцать мечей» он перевёл на английский язык.
В 1494 году Мор по вынуждению отца покидает Оксфорд и возвращается в Лондон, где под руководством опытных законоведов продолжает изучать право. Несмотря на то, что Мор становится превосходным юристом, он уделяет внимание изучению трудов древних классиков, испытывая особый интерес к Платону и Лукиану. Он также совершенствуется в области греческого и латинского языков и работает над собственными сочинениями, начатыми ещё в Оксфорде.
В 1497 году Мор познакомился с Эразмом Роттердамским во время его визита в Англию. Дружба с ним сблизила Мора с гуманистами, после чего он стал членом кружка Эразма. Именно в доме Мора в 1509 году Эразм написал своё знаменитое сочинение «Похвала глупости».
В 1501 году Мор становится барристером.
Судя по всему, Мор не собирался всю жизнь делать карьеру юриста. Он долго не мог выбрать между гражданской и церковной службой. Во время своего обучения в Lincoln’s Inn (одной из четырёх коллегий барристеров) Мор решил стать монахом и жить вблизи монастыря. До самой смерти он придерживался монашеского образа жизни с постоянными молитвами и постами. Тем не менее, желание Мора служить своей стране положило конец его монастырским устремлениям. В 1504 году Мор избирается в Парламент, а в 1505 году — женится.

### Семейная жизнь
В 1505 году Мор женился на 17-летней Джейн Кольт, старшей дочери эсквайра из Эссекса. Согласно биографии, написанной его зятем Уильямом Ропером, Томасу больше нравилась её младшая сестра, но из учтивости он предпочёл Джейн. Друзья Мора описывали её тихой и доброй нравом. Эразм Роттердамский посоветовал ей получить дополнительное образование к тому, которое она уже получила дома, и стал её личным наставником в области музыки и литературы. У Мора с Джейн было четверо детей: Маргарет, Элизабет, Сесиль и Джон.
В 1511 году Джейн умерла от лихорадки. В течение месяца Мор женился снова, выбрав в качестве второй жены богатую вдову Элис Мидлтон. В отличие от первой жены, Элис была известна как сильная и прямая женщина, хотя Эразм свидетельствует, что брак был счастливым. У Мора и Элис не было общих детей, но Мор воспитывал дочь Элис от первого брака как свою собственную. Кроме того, Мор стал опекуном молодой девушки по имени Алиса Кресакр, которая позднее вышла замуж за его сына, Джона Мора. Мор был любящим отцом, который писал письма своим детям, когда он был в отъезде по правовым или государственным делам, и призывал их писать ему чаще. Мора серьёзно заинтересовало образование женщин, его отношение к этой проблеме было в высшей степени необычным в то время. Он считал, что женщины столь же способны к научным достижениям, как и мужчины, и настаивал, чтобы его дочери получили высшее образование, так же, как и его сын.

### Религиозная полемика
В 1520 реформатор Мартин Лютер опубликовал три работы: «Обращение к христианскому дворянству немецкой нации», «О вавилонском пленении церкви», «О свободе христианина». В этих работах Лютер изложил своё учение о спасении через веру, отверг таинства и другие католические практики и указал на злоупотребления и пагубное влияние Римско-католической церкви. В 1521 году Генрих VIII ответил на критику Лютера манифестом «В защиту семи таинств» (лат. Assertio septem sacramentorum, англ. Defence of the Seven Sacraments), вероятно, написанным и отредактированным Мором. В свете этой работы папа Лев X наградил Генриха VIII за его усилия в борьбе с ересью Лютера титулом «Защитник веры» (Defensor Fidei); любопытно, что долгое время после того, как Англия порвала с католической церковью, английские монархи продолжали носить этот титул, а на английских монетах до сих пор присутствуют буквы D. F. Мартин Лютер ответил Генриху VIII в печати, называя его «свиньёй, болваном и лжецом». По просьбе Генриха VIII Мор составил опровержение: Responsio Lutherum. Оно было опубликовано в конце 1523 года. В Responsio Мор защищал верховенство папы, а также таинство других церковных обрядов. Эта конфронтация с Лютером подтвердила консервативные религиозные тенденции, которых придерживался Мор, и с тех пор его творчество было лишено всякой критики и сатиры, которые можно рассматривать как вред авторитету церкви.

### В парламенте
Первым деянием Мора в Парламенте стало выступление за уменьшение сборов в пользу короля Генриха VII. В отместку за это Генрих заключил в тюрьму отца Мора, который был выпущен на свободу только после уплаты значительного выкупа и самоустранения Томаса Мора от общественной жизни. После смерти Генриха VII в 1509 году Мор возвращается к карьере политика. В 1510 году он стал одним из двух младших шерифов Лондона.

### При дворе короля
В 1510-х годах Мор привлёк к себе внимание короля Генриха VIII. В 1515 году он был отправлен в составе посольства во Фландрию, которое вело переговоры касательно торговли английской шерстью (знаменитая «Утопия» начинается со ссылки на это посольство). В 1517 году он помог усмирить Лондон, взбунтовавшийся против иностранцев. В 1518 году Мор становится членом Тайного Совета. В 1520 году он был в составе свиты Генриха VIII во время его встречи с королём Франции Франциском I неподалёку от города Кале. В 1521 году к имени Томаса Мора добавляется приставка «сэр» — он был посвящён в рыцари за «заслуги перед королём и Англией».
В 1529 году король назначил Мора на высший пост в государстве — лорд-канцлера. Впервые лорд-канцлером стал выходец из буржуазной среды.

### Конфликт с королём. Арест и казнь

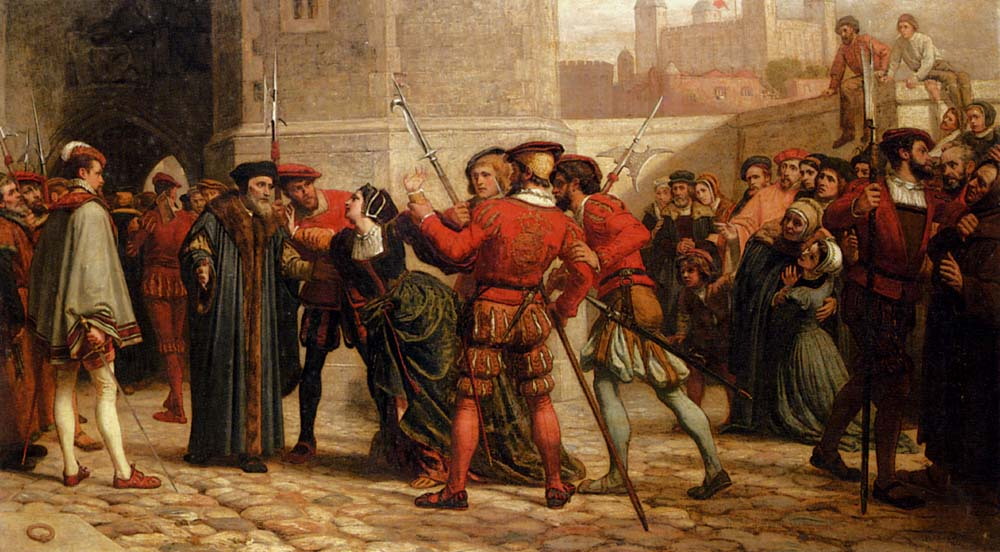
«Встреча Томаса Мора с дочерью после вынесения ему приговора». Худ. Уильям Фредерик Йимз (1872)

Особого внимания заслуживает ситуация с разводом Генриха VIII, которая привела Мора к возвышению, затем к падению и в конечном итоге к смерти. Кардинал Томас Уолси, архиепископ Йорка и лорд-канцлер Англии, не смог добиться развода Генриха VIII и королевы Екатерины Арагонской, в результате чего в 1529 году его заставили уйти в отставку. Следующим лордом-канцлером был назначен сэр Томас Мор, который к тому моменту уже был канцлером герцогства Ланкастер и спикером Палаты общин. К несчастью для всех, Генрих VIII не понимал, что за человек был Мор. Глубоко религиозный и прекрасно образованный в области канонического права, Мор твёрдо стоял на своём: расторгнуть освящённый церковью брак может только Папа Римский. Климент VII был против этого развода — на него давил Карл V Испанский, племянник королевы Екатерины.
В 1532 году Мор ушёл в отставку с поста лорда-канцлера, ссылаясь на слабое здоровье. Истинной причиной его ухода стал разрыв Генриха VIII с Римом и создание англиканской церкви; Мор был против этого. Более того, Томас Мор был настолько возмущён отходом Англии от «истинной веры», что не появился на коронации новой жены короля — Анны Болейн. Естественно, Генрих VIII заметил это. В 1534 году Элизабет Бартон, монахиня из Кента, осмелилась публично осудить разрыв короля с католической церковью. Выяснилось, что отчаянная монахиня переписывалась с Мором, который имел схожие взгляды, и не попади он под защиту Палаты лордов, не миновать бы ему тюрьмы. В том же году Парламент принял «Акт о супрематии», провозглашавший короля Верховным главой Церкви, и «Акт о престолонаследии», который включал в себя присягу, которую были обязаны принести все представители английского рыцарства. Принёсший присягу тем самым:
1. признавал законными всех детей Генриха VIII и Анны Болейн;
2. отказывался признавать любую власть, будь то власть светских владык или князей церкви, кроме власти королей из династии Тюдоров.

Томас Мор, как и рочестерский епископ Джон Фишер, был приведён к этой присяге, но отказался произнести её, так как она противоречила его убеждениям.
17 апреля 1534 года он был заключён в Тауэр, признан виновным в соответствии с «Актом об измене» и 6 июля 1535 года обезглавлен на Тауэр-Хилле. Перед казнью держался очень мужественно и шутил.
За верность католицизму Мор был канонизирован Римско-католической церковью и причислен к лику святых папой Пием XI в 1935 году.

## Произведения

### «История Ричарда III»
До сих пор среди специалистов идут споры о том, является ли Томас Мор автором "истории" и является ли «История Ричарда III»  историческим или художественным произведением. Во всяком случае, в своих основных сюжетных линиях это произведение совпадает с большинством хроник и исторических исследований, а именно с «Новыми хрониками Англии и Франции» Р. Фабиана, записками Д. Манчини, П. Кармилиано, П. Вергилия, произведениями Б. Андрэ. Повествования хронистов и писателей расходятся с историей, написанной Томасом Мором, лишь в частностях. При этом в «Истории Ричарда III» ярко обозначен характер автора, во многих случаях даны оценки происходивших в 1483 году исторических событий. Так, по поводу избрания Ричарда III королём историк пишет, что это «… не что иное, как королевские игры, только играются они не на подмостках, а по большей части на эшафотах». Кроме того, Мор нередко ссылается на крайне сомнительные источники — наподобие «рассказов слуг» или «исповеди Джеймса Тиррелла».

### Стихотворные произведения и переводы
Томас Мор был автором 280 латинских эпиграмм, переводных произведений, а также небольших поэм. Томас Мор активно занимался переводами с древнегреческого языка, который в его эпоху был гораздо менее популярен, чем латинский.
По мнению Ю. Ф. Шульца, высказанному в статье «Поэзия Томаса Мора», точная датировка подавляющего большинства эпиграмм Мора затруднительна. Тем не менее, как в выборе эпиграмм, так и в поэтических произведениях Томаса Мора основной темой является образ идеального правителя, многие эпиграммы и поэтические произведения идейно близки работе Томаса Мора «Утопия».

### «Утопия»
Из всех литературных и политических произведений Мора наибольшее значение имеет «Утопия» (опубликована в 1516 году Дирком Мартенсом), причём эта книга сохранила своё значение для нашего времени — не только как талантливый роман, но и как гениальное по своему замыслу произведение социалистической мысли. Литературные источники «Утопии» — сочинения Платона («Государство», «Критий», «Тимей»), романы-путешествия XVI века, в частности «Четыре плавания» (лат. Quatuor Navigationes) Америго Веспуччи, и, до некоторой степени, произведения Чосера, Ленгленда и политические баллады. Из «Плаваний» Веспуччи взята завязка «Утопии» — встреча с Гитлодеем, его приключения. Мор создал первую стройную социалистическую систему, хотя и разработанную в духе утопического социализма.
Томас Мор назвал свой труд «Золотая книжечка, столь же полезная, сколь и забавная о наилучшем устройстве государства и о новом острове Утопия».
«Утопия» делится на две части, мало похожих по содержанию, но логически неотделимых друг от друга.
Первая часть произведения Мора — литературно-политический памфлет; здесь наиболее сильный момент — критика современных ему общественно-политических порядков: он бичует «кровавое» законодательство о рабочих, выступает против смертной казни и страстно нападает на королевский деспотизм и политику войн, остро высмеивает тунеядство и разврат духовенства. Но особенно резко нападает Мор на огораживания общинных земель, разорявшие крестьянство: «Овцы, — писал он, — поели людей». В первой части «Утопии» дана не только критика существующих порядков, но и программа реформ, напоминающая более ранние, умеренные проекты Мора; эта часть очевидно служила ширмой для второй, где он высказал в форме фантастической повести свои сокровенные мысли.
Во второй части снова сказываются гуманистические тенденции Мора. Во главе государства Мор ставил «мудрого» монарха, допуская для чёрных работ рабов; он много говорит о греческой философии, в частности о Платоне: сами герои «Утопии» — горячие приверженцы гуманизма. Но в описании социально-экономического строя своей вымышленной страны Мор даёт ключевые для понимания его позиции положения. Прежде всего в «Утопии» отменена частная собственность, уничтожена всякая эксплуатация. Взамен её устанавливается обобществлённое производство. Это большой шаг вперёд, так как у предыдущих социалистических писателей социализм носил потребительский характер. Труд является обязательным в «Утопии» для всех, причём земледелием занимаются поочерёдно все граждане до определённого возраста, сельское хозяйство ведётся артельно, но зато городское производство построено на семейно-ремесленном принципе — влияние недостаточно развитых экономических отношений в эпоху Мора. В «Утопии» господствует ручной труд, хотя он и продолжается только 6 часов в день и не изнурителен. Мор ничего не говорит о развитии техники. В связи с характером производства обмен в государстве Мора отсутствует, нет также и денег, они существуют только для торговых отношений с другими странами, причём торговля является государственной монополией. Распределение продуктов в «Утопии» ведётся по потребностям, без каких-либо твёрдых ограничений. Государственный строй утопийцев, несмотря на наличие короля — полная демократия: все должности — выборные и могут быть заняты кем угодно, но, как и подобает гуманисту, Мор предоставляет интеллигенции руководящую роль. Женщины пользуются полным равноправием. Школа чужда схоластике, она построена на соединении теории и производственной практики.
Ко всем религиям в «Утопии» отношение терпимое, и запрещён только атеизм, за приверженность которому лишали права гражданства. В отношении к религии Мор занимает промежуточное положение между людьми религиозного и рационалистического миросозерцания, но в вопросах общества и государства он — чистый рационалист. Считая, что существующее общество неразумно, Мор вместе с тем заявляет, что оно — заговор богатых против всех членов общества. Социализм Мора вполне отражает окружающую его обстановку, чаяния угнетённых масс города и деревни. В истории социалистических идей его система широко ставит вопрос об организации общественного производства, притом в общегосударственном масштабе. Новым этапом в развитии социализма она является ещё и потому, что в ней осознано значение государственной организации для построения социализма, но Мор не мог в своё время видеть перспективу бесклассового общества (в «Утопии» Мора рабство не отменено), осуществляющего принцип «от каждого по способностям, каждому по потребностям» без всякого участия государственной власти, ставшей излишней.

## Политические взгляды
- Основная причина всех пороков и бедствий — это частная собственность и обусловленные ею противоречия интересов личности и общества, богатых и бедных, роскоши и нищеты. Частная собственность и деньги порождают преступления, которые нельзя остановить никакими законами и санкциями.
- Утопия (идеальная страна) — своеобразная федерация из 54 городов.
- Устройство и управление каждого из городов одинаковы, но главным является центральный город Амаурот, в котором расположен главный сенат. В городе 6000 семей; в семье — от 10 до 16 взрослых. Каждая семья занимается определённым ремеслом (разрешён переход из одной семьи в другую). Для работы в прилегающей к городу сельской местности образуются «деревенские семьи» (от 40 взрослых), в которых житель города обязан проработать не менее двух лет.
- Должностные лица в Утопии выборные. Каждые 30 семей избирают на год филарха (сифогранта); во главе 10 филархов стоит протофиларх (транибор). Протофилархи избираются из числа учёных. Они образуют городской сенат, возглавляемый князем. Князь (адем) избирается филархами города из кандидатов, предложенных народом. Должность князя несменяема, если он не заподозрен в стремлении к тирании. Наиболее важные дела города решают народные собрания; они же избирают большую часть должностных лиц и заслушивают их отчёты.
- В Утопии нет частной собственности (её автор считает причиной всех зол) и, следовательно, споры между утопийцами редки и преступления немногочисленны; поэтому утопийцы не нуждаются в обширном и сложном законодательстве.
- Утопийцы сильно гнушаются войною, как деянием поистине зверским. Не желая, однако, обнаружить, в случае необходимости, свою неспособность к ней, они постоянно упражняются в военных науках. Обычно для войны используются наёмники.
- Утопийцы признают вполне справедливой причиной для войны тот случай, когда какой-либо народ, владея попусту и понапрасну такой территорией, которой не пользуется сам, отказывает все же в пользовании и обладании ею другим, которые по закону природы должны питаться от неё.
- В Утопии существует институт рабства. По Мору, в этой идеальной стране есть и должны быть рабы (бесправная категория населения), обеспечивающие возможность осуществления принципа «от каждого по способностям, каждому по потребностям» для каждого свободного гражданина.

## В культуре
Биография Мора авторства его зятя Уильяма Ропера — одна из первых биографий, написанных на современном английском языке.
В 1592 году была написана пьеса «Сэр Томас Мор». Её авторство приписывается коллективу драматургов, в числе которых Генри Четл, Энтони Манди, Томас Хейвуд и Уильям Шекспир (сохранилась частично из-за цензуры).
О Томасе Море в 1966 году был снят фильм «Человек на все времена». Этот фильм завоевал две премии Московского кинофестиваля (1967), шесть премий «Оскар» (1967), семь премий BAFTA (1968) и множество других наград. Роль сэра Томаса Мора сыграл английский актёр Пол Скофилд.
Название фильма взято у Роберта Виттингтона, современника Мора, который в 1520 году написал о нём так:

Мор — человек ангельского ума и выдающейся учёности. Я равного ему не знаю. Где ещё есть человек такого благородства, такой скромности, такой приветливости? Когда тому время, он удивительно весел и жизнерадостен, когда тому время, он так же грустно серьёзен. Человек на все времена.
Оригинальный текст (англ.)More is a man of an angel’s wit and singular learning. I know not his fellow. For where is the man of that gentleness, lowliness and affability? And, as time requireth, a man of marvelous mirth and pastimes, and sometime of as sad gravity. A man for all seasons.
— Whittinton, R. in The Vulgaria of John Stonbridge and the Vulgaria of Robert Whittinton, ed Beatrice White, Kraus Reprint, 1971, at Google Books. Accessed 10 March 2012. Cited by O’Connell, M. in A Man for all Seasons: an Historian’s Demur from Catholic Dossier 8 No. 2 (March–April 2002), pp. 16—19, at Catholic Education Resource Center (Canada and U.S.A.)
В британско-ирландско-канадском историческом телесериале «Тюдоры» роль Томаса Мора исполняет британский актёр Джереми Нортэм.
Биография Томаса Мора и его отношения с королём Генрихом VIII легли в основу романа «Вулфхолл» английской писательницы Хилари Мэнтел и его экранизации, мини-сериала Би-би-си «Волчий зал». Роль Томаса Мора исполняет британский актёр Антон Лессер.
В британско-американском историческом телесериале «Испанская принцесса» роль Томаса Мора исполняет Эндрю Бакан.

## Издания
- Мор Т. Утопия / Пер. с лат. и коммент. А. И. Малеина и Ф. А. Петровского. — М. : Издательство Академии Наук СССР, 1953. — 297 с. — (Предшественники научного социализма). — 10 000 экз.
- Мор Т. Утопия. / Пер. с латин. Ю. М. Каган. Вступ. ст. И. Н. Осиновского. — М.: Наука, 1978. — («Предшественники научного социализма») — 416 с. — 50 000 экз.
- Мор Т. Утопия ; Кампанелла Т. Город Солнца ; Бэкон Ф. Новая Атлантида / Томас Мор, Томазо Кампанелла, Фрэнсис Бэкон ; пер. с лат. А. Малеина, Ф. Петровского ; пер. с англ. З. Александровой. — СПб. : Азбука, Азбука-Аттикус, 2021. — 320 с. — 3000 экз. — ISBN 978-5-389-12631-2

## На других языках
- Bridgett T. E. Life and Writings of Sir Thomas More, 1930
- Campbell W. E. More’s Utopia and his social teaching, 1862
- Chambers R. W. Thomas More. London, 1938
- Donner H. W. Introduction to Utopia. Uppsala, 1945
- Hearnshaw The Social and Political Ideas of Some Great Thinkers of Renaissance (Sir Thomas More by Prof. A. W. Reed). G. C. Harrap and Co., 1925
- More Cresacre The Life of Sir Thomas More. London, 1726
- Routh E. Sir Thomas More and his friends 1477—1535. London, 1934
- Seebohm The Oxford Reformers. Colet, Erasmus and More. 1938